# Amorphophallus schmidtiae
Amorphophallus schmidtiae là một loài thực vật có hoa trong họ Ráy (Araceae). Loài này được Hett. & A.Galloway mô tả khoa học đầu tiên năm 2006.